# نمودار شبکه کامپیوتری
نمودار شبکه کامپیوتری شماتیک است که گره ها و اتصالات بین گره های یک شبکه کامپیوتر یا به طور کلی هر شبکه ارتباطی را به تصویر می کشد. نمودارهای شبکه کامپیوتر بخش مهمی را در مستندات شبکه تشکیل می دهند. 

## نمادسازی

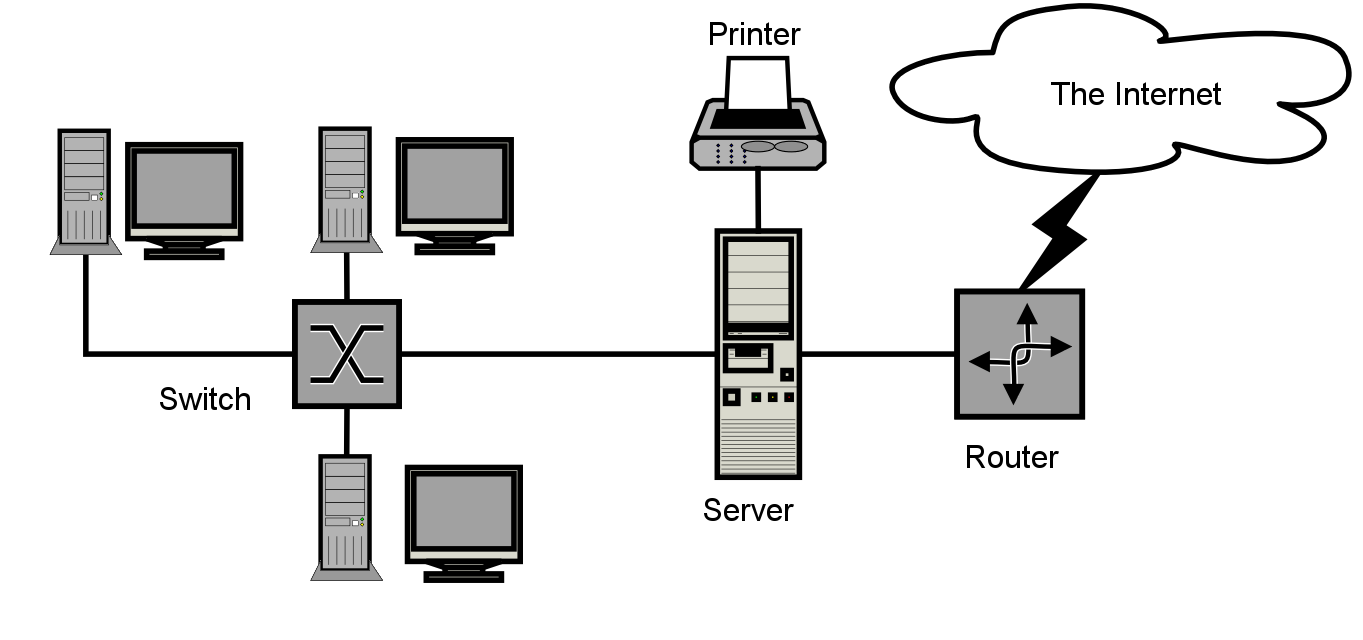
یک نمونه نمودار شبکه

از نمادهایی که به راحتی قابل شناسایی هستند برای به تصویر کشیدن وسایل شبکه مشترک استفاده می شود، به عنوان مثال روترها استفاده می شوند و نوع خطوط بین آنها نشان دهنده نوع اتصال است. از ابرها استفاده می شود برای نشان دادن شبکه های خارجی نسبت به یک تصویر که به منظور نشان دادن اتصالات بین دستگاه های داخلی و خارجی استفاده می شود ، بدون آنکه ویژگی های شبکه خارجی را نشان دهد. به عنوان مثال ، در شبکه محلی فرضی که در سمت راست تصویر شده است ، سه کامپیوتر شخصی و یک سرور به یک سوئیچ وصل می شوند. سرور بیشتر به یک چاپگر و یک روتر دروازه وصل می شود که از طریق یک لینک WAN به اینترنت وصل می شود . 
بسته به اینکه این نمودار برای استفاده رسمی یا غیر رسمی در نظر گرفته شده باشد ، ممکن است فاقد جزئیات خاصی باشند و باید بیرون از متن این جزئیات مشخص شوند. به عنوان مثال ، نمودار نمونه نوع فیزیکی ارتباط بین کامپیوتر های شخصی و سوئیچ را نشان نمی‌دهد ، اما از آنجا که یک شبکه مدرن به تصویر کشیده شده است ، ممکن است اترنت فرض شود. اگر از همان سبک خط در نمودار WAN ( شبکه گسترده) استفاده شده باشد ، با این وجود ، ممکن است نوع دیگری از اتصال را نشان دهد. 
در مقیاس های مختلف نمودارها ممکن است سطوح مختلفی از گرانول بودن شبکه را نشان دهند. در سطح LAN ، گره های فردی ممکن است دستگاه های فیزیکی فردی مانند هاب ها یا سرورهای پرونده را نمایندگی کند ، در حالی که در سطح WAN ، گره های فردی ممکن است کل شهرها را نمایندگی کند. علاوه بر این ، هنگامی که دامنه یک نمودار از مرزهای مشترک LAN / MAN / WAN عبور می کند ، دستگاه های فرضی نماینده به جای نشان دادن همه گره های موجود ممکن است به تصویر کشیده شوند. به عنوان مثال ، اگر یک وسیله شبکه قصد دارد از طریق اینترنت به بسیاری از دستگاه های تلفن همراه کاربر نهایی متصل شود ، فقط یک دستگاه از این دست ممکن است به منظور نشان دادن رابطه کلی بین دستگاه و هر وسیله دیگری به تصویر کشیده شود. 

### نماد سیسکو
سیسکو از مارک های خاص خود از نمادهای شبکه استفاده می کند. از آنجا که سیسکو از اینترنت گسترده ای برخوردار است و طیف گسترده ای از دستگاه های شبکه را طراحی می کند ، لیست نمادهای آن ("آیکن های توپولوژی شبکه") جامع است. 

## توپولوژی
توپولوژی شبکه فیزیکی را می توان مستقیماً در یک نمودار شبکه نشان داد ، زیرا این نمودار به صورت نمودار ساده است و گره های شبکه به عنوان راس و اتصالات به عنوان لبه های غیر مستقیم یا مستقیم (بسته به نوع اتصال) نشان داده شده است.  اگر جزئیات پروتکل های شبکه مورد استفاده نیز داده شود ، توپولوژی شبکه منطقی را می توان از نمودار شبکه استنباط کرد. 

### نگارخانه

شبکه خصوصی مجازی
شبکه خصوصی سازمانی
شبکه روکش سقوط کرد
روکش شبکه خراب است
xDSL به اتصال به اینترنت
تصویر سه گانه بازی
توزیع اینترنت و هسته
اینترنت ، دسترسی به هسته